# Jan z Lublina
Jan z Lublina (auch: Joannis de Lublin, Johannes de Lublin, Johannes von Lublin, * um 1490 in Lublin; † um 1550 in Kraśnik) war ein polnischer Komponist, Organist und Chorleiter.

## Leben und Wirken
Geburts- und Sterbedatum von Jan z Lublina konnten von der musikhistorischen Forschung bisher nur mit geringer Genauigkeit ermittelt werden. Gesichert ist, dass er in der ersten Hälfte des 16. Jahrhunderts in Polen aktiv war. Er war als Kanoniker Mitglied des Ordens der Augustiner-Chorherren in Kraśnik. Sein Name ist auf dem Einband einer handschriftlichen Orgel-Tabulatur vermerkt, die heute in Krakau aufbewahrt wird; da heißt es: „Tabulatura de Joannis de Ljublyn Canonic Regularium de Crasnyk 1540“. Er hat diese Tabulatur wohl selbst zusammengestellt und auch als Organist daraus gespielt. Aus dem Titel geht auch hervor, dass er zur Kongregation der Regulären Domherren zu Kraśnik im Kreis Lublin war. Zu seinem Lebenslauf fehlen aber verlässliche Informationen. Die musikhistorische Forschung nimmt an, dass Jan z Lublina zunächst in Krakau tätig war und an der dortigen Universität vielleicht den Grad eines Bachelors erreichte (in der Universität Krakau gibt es ein Dokument Liber Promotionum, in dem von einem „Joannes de Lublin baccalarius in artibus 1508“ die Rede ist, die sich wahrscheinlich auf ihn bezieht). In Kraśnik wirkte er wohl im dortigen Kloster als Organist, Chorleiter und Musiklehrer. Darüber hinaus kommt der Name Joannes de Lublin als Altarist in der Marienkirche Krakau und im Archiv Acta Episcopalia der Metropolitan-Kurie Krakau vor, und zwar mit dem Datum „13 x 1527“.
Die erwähnte Tabulatur umfasst 520 Seiten, wobei 16 Blatt verloren gegangen sind; sie gilt als die umfangreichste aller heute bekannten Tabulaturen für Tasteninstrumente aus dem 16. Jahrhundert. Der Name von Jan z Lublina steht nur auf dem Einband; innen werden drei weitere Namen genannt: Gasparinus Kossetzki, Valentinus und Frater Petrus Parczewitha Canonicus Regularis […] 1581. diese Sammlung ist nach den Regeln der alten deutschen Orgeltabulatur ohne Taktstriche notiert und besteht aus zwei Teilen: Der ältere Teil könnte 1537–1539 in Krakau geschrieben worden sein, der jüngere in den Jahren 1540–1548, nach dem Einbinden des Manuskripts, mit Sicherheit in Kraśnik. Am Anfang steht das Traktat Ad faciendum cantum coralem mit Kompositionsregeln, Beschreibung von Konsonanz und Dissonanz, Regeln der rhythmischen Ordnung (ähnlich dem Fundamentum von Hans Buchner), und es ist die Folge von Zusammenklängen in zwei- und dreistimmigen Sätzen (Bicinien und Tricinien) eingehend dargestellt. Ergänzt wird dieser Teil mit etwa 60 anschaulichen Musikbeispielen; der einzige zitierte Autor ist Francino Gaffori. Nach dem Lehrteil der Schrift folgen noch zahlreiche ascensus und descensus, concordantiae, clausule, conclusiones, toni usw., und schließlich ein Abschnitt Ad faciendam corecturam mit Beschreibung der Durchführung einer Orgelstimmung.

## Bedeutung
Jan z Lublinas Bedeutung ergibt sich ausschließlich aus seiner von ihm hinterlassenen umfangreichen Tabulatur und den weiteren darin enthaltenen Textabschnitten und Anweisungen. Hier befinden sich rein instrumentale Formen, intavolierte Vokalstücke (insbesondere Motetten, Messen und Teile von Messen), geistliche und weltliche Lieder in polnischer, italienischer, deutscher und französischer Sprache. Unter den Komponisten von Motetten konnten Ludwig Senfl, Heinrich Isaac, Georg Brack, Antoine Brumel, Heinrich Finck, Josquin Desprez, Claudin de Sermisy, Lupus Hellinck, Philippe de Verdelot und Johann Walter ermittelt werden. Als Komponisten der italienischen Lieder wurden Domenico Bianchini, Girolamo Cavazzoni, Costanzo und Sebastiano Festa, Antonio Rotta und Philippe de Verdelot identifiziert; als Autoren der deutschen Lieder wurden Georg Brack, Christian Egenolff, Ludwig Senfl, Thomas Stoltzer und Martin Wolff herausgefunden. Als Schöpfer der enthaltenen französischen Lieder können Claudin de Sermisy, Jacotin Le Bel, Josquin Desprez und Pierre Sandrin gelten. Als polnische Komponisten sind in der Tabulatur vertreten Mikołaj z Krakowa (Nicolaus de Krakowia), Mikołaj z Chrzanowa und Severinus Konij. Darüber hinaus sind in der Sammlung auch viele anonyme Werke enthalten.
Auffallend ist an dieser Tabulatur das außerordentlich hohe Niveau der Werke. In den Präludien (Preambula) sind die stilistischen Strömungen von Hans Kotter und Leonhard Kleber weiterentwickelt und vervollkommnet worden. Die Werke sind von differenzierter Machart; hier bilden fünf- und sechsstimmige Akkorde einen Kontrast zu polyphonen Teilen und zu komplexen Gebilden von improvisatorischem Charakter. In den Stücken, die auf einem gregorianischen Cantus firmus basieren, werden die originalen Choralmelodien sehr frei behandelt und weichen gelegentlich deutlich von der Vorlage ab. Oft werden hier die Melodien abschnittweise auf die verschiedenen Stimmen verteilt (wandernder Cantus firmus). Nicht selten werden längere Noten (Semibreven) durch Interpolationen kleinerer Notenwerte ausgeziert. Das reiche Tanz-Repertoire der Tabulatur zeigt metrisch-rhythmische Kennzeichen von Pavanen, Passamezzi, Banlen, Gagliarden und von polnischen Tänzen mit verschiedenen Charakteristiken.

## Werke in der Tabulatur (summarisch)
- 21 praeambula
- 3 vollständige Orgelmessen
- 13 einzelne Messenteile
- über 20 ausgearbeitete Introiten, Sequenzen, Hymnen und Antiphonen
- 4 geistliche Lieder auf polnische Texte
- 11 weltliche Lieder auf polnische Texte, davon einige auch mit polnischen Titeln
- 13 Lieder auf italienische Texte
- 8 deutsche Lieder
- 7 französische Lieder
- viele intavolierte Motetten
- 36 Tanzstücke mit polnischen, italienischen, deutschen, französischen und spanischen Titeln.

## Ausgaben
- Vollständige Ausgaben
  - Tabulatura organowa Jana z Lublina, 1) hrsg. von K. Wilkowska-Comińska, in: Monumenta musicae in Polonia, B/1; 2) hrsg. von J. M. Chomiński, Krakau 1964 (Faksimile)
  - Johannes of Lublin, Tabulature of Keyboard Music (1540), hrsg. von J. R. White, in: Corpus of Early Keyboard Music Nr. 6, S. 1–6, 1964–1967 (vollständige Werkedition)
- Teilausgaben (Auswahl)
  - 36 tańców z tabulatury organowej Jana z Lublina (36 Tänze aus der Orgeltabulatur des Johann von Lublin), hrsg. von A. Chybiński, in: Wydawnictwo Dawnej Muzyki Polskiej, Heft 20, Krakau 1948
  - Muzyka Polskiego Odrodzenia (Musik der polnischen Renaissance), hrsg. von J. M. Chomiński / Z. Lissa, Krakau 1953
  - Muzyka w dawnym Krakowie (Musik im alten Krakau), hrsg. von Z. M. Szweykowski, Krakau 1964
  - Muzyka staropolska (Altpolnische Musik), hrsg. von H. Feicht, Krakau 1966